# Афилас
Афилас (начало IV века) — царь Аксумского царства в Восточной Африке (современные северная Эфиопия и Эритрея). Этот правитель известен по монетам, которые он чеканил и которые характеризуются рядом экспериментов с изображениями на лицевой стороне и выпускаются в долях веса, которые ни один из его преемников не скопировал.
Джордж Хантингфорд (G.W.B. Huntingford) предполагает, что Афилас был правителем, который установил памятник с анонимной надписью в Адулисе, известный как Monumentum Adulitanum.

## Его монеты
- Золотая монета Афиласа, описанная в тексте статьи
- Серебряная монета Афиласа с золочением, описанная в тексте статьи

Афилас выпустил самые маленькие золотые монеты, когда-либо чеканившиеся в странах Африки к югу от Сахары, эквивалентные одной шестнадцатой части древнеримского ауреуса. На аверсе этой монеты изображен не только его портрет, но и полумесяц и диск, символизирующие дохристианские верования Аксума. На реверсе изображены его имя и титул на древнегреческом языке, лингва-франка цивилизованного мира того времени. Обратите внимание, что у букв «А» отсутствует горизонтальная перекладина, но вместо них есть точка, расположенная под ними.
На серебряной монете портрет Афиласа изображён как на лицевой, так и на оборотной стороне с диском и полумесяцем (вверху). На реверсе представлена отличительная особенность чеканки монет аксумитов: золочение. Портрет на реверсе позолочен.